# Tourelleau Nanuk
Le Nanuk est un tourelleau ou un poste de tirs téléopérés (en anglais Remotely Controlled Weapon Station ou RCWS) permettant l'utilisation d'arme de calibre léger et moyen et pouvant être installé sur les véhicules blindés. Nanuk est le terme Inuktitut pour ours polaire. Le Nanuk a été conçu et est fabriqué au Québec par Rheinmetall Canada, membre du groupe allemand Rheinmetall Defence.

## Présentation
Le tourelleau Nanuk peut être installé sur des véhicules blindés afin de remplir une large gamme de missions. L'objectif premier est de permettre au soldat de rester à l'intérieur du véhicule tout en remplissant sa mission. Le Nanuk est entièrement stabilisé et muni d'un système optronique de longue portée de jour et de nuit. Il possède un berce (conteneur) d'arme universelle lui donnant une grande flexibilité d'utilisation pour les calibres 5,56 mm, 7,62 mm et 12,7 mm ainsi que les lance-grenades de calibre 40 mm.
Plusieurs armes peuvent équiper le Nanuk, dont :
- Browning M2 Mitrailleuse lourde de calibre 12,7 mm
- M240/MAG Mitrailleuse 7,62 mm
- M249/Minimi Mitrailleuse 5,56 mm
- MG3 Mitrailleuse 7,62 mm
- MG43 Mitrailleuse 5,56 mm
- GD MK19 Lance-grenades 40 mm
- H&K GMG Lance-grenades 40 mm
- Javelin Missile antichar américain
- Hellfire Missile antichar américain
- Missile CRV7/Hydra-70 de 70 mm

## Opérateurs
Ukraine : vingt-neuf Nanuk envoyés par le Canada en juin 2024.